# Municipio de Artichoke
El municipio de Artichoke (en inglés: Artichoke Township) es un municipio ubicado en el condado de Big Stone en el estado estadounidense de Minnesota. En el año 2010 tenía una población de 79 habitantes y una densidad poblacional de 0,86 personas por km².

## Geografía
El municipio de Artichoke se encuentra ubicado en las coordenadas 45°21′41″N 96°10′8″O / 45.36139, -96.16889. Según la Oficina del Censo de los Estados Unidos, el municipio tiene una superficie total de 92.13 km², de la cual 83,58 km² corresponden a tierra firme y (9,27 %) 8,54 km² es agua.

## Demografía
Según el censo de 2010, había 79 personas residiendo en el municipio de Artichoke. La densidad de población era de 0,86 hab./km². De los 79 habitantes, el municipio de Artichoke estaba compuesto por el 100 % blancos. Del total de la población el 0 % eran hispanos o latinos de cualquier raza.